# Сандия (горы)
Горы Сандия (тива «posu gai hoo-oo») — горный хребет, расположенный в округах Берналийо и Сандовал, к востоку от города Альбукерке в штате Нью-Мексико, на юго-западе Соединенных Штатов Америки. Высшая точка гор — Сандия Крэст, 3255 м.

## Этимология
«Sandía» с испанского переводится как «арбуз». Поэтому среди местных жителей считается, что это отсылка на красноватый цвет гор на закате, и, кроме того, если смотреть на горы с запада, то длинный хребет, с зелеными хвойными напоминают «корочку» арбуза. Однако, как отмечает Роберт Джулиан, наиболее вероятным объяснением является убеждение испанцев до 1540 года, что в этих местах росли арбузы. Он также отмечает, что индейцы называют горы «Bien Mur», то есть «большие горы».

## Геология
Горы Сандия были образованы в последние десять миллионов лет в рамках формирования долины Рио-Гранде. Они образуют восточную границу бассейна Альбукерке. Основу гор составляет гранит, возраст которого составляет около 1,5 млрд лет (присутствуют также некоторые метаморфические породы, возраст — 1,7 млрд лет). Эта гранитная основа увенчана относительно тонким слоем (примерно 100 метров) осадочными породами (в основном известняк, песчаник), возраст которых составляет около 300 млн лет. Кристаллы калий-полевого шпата (K-spar), находящиеся в граните, придают горам розовый цвет.

## Галерея
- Сандия Крэст
- Sandia Cave
- Ранний снег на Сандиасе, 28 октября 2009 г.